# Kabinet-Hansen I
Het kabinet–Hansen I was de regering van het Koninkrijk Denemarken van 1 februari 1955 tot 27 mei 1957	.

## Kabinet–Hansen I (1955–1957)
| Ambtsbekleder                   | Ambtsbekleder         | Ambtsbekleder                      | Functie                          | Ambtstermijn      | Ambtstermijn     | Partij |
| ------------------------------- | --------------------- | ---------------------------------- | -------------------------------- | ----------------- | ---------------- | ------ |
|                                 | Hans Christian Hansen | Hans Christian Hansen              | Premier                          | 1 februari 1955   | 19 februari 1960 | SD     |
| Minister van Buitenlandse Zaken | Hans Christian Hansen | Hans Christian Hansen              | 30 september 1953                | 8 oktober 1958    |                  | SD     |
|                                 |                       | Johannes Kjærbøl (1885–1973)       | Minister van Binnenlandse Zaken  | 30 september 1953 | 30 augustus 1955 | SD     |
| Minister van Huisvesting        |                       | Johannes Kjærbøl (1885–1973)       |                                  | 30 september 1953 | 30 augustus 1955 | SD     |
|                                 |                       | Carl Petersen (1894–1986)          | Minister van Binnenlandse Zaken  | 30 augustus 1955  | 27 mei 1957      | SD     |
|                                 | Viggo Kampmann        | Viggo Kampmann (1910–1976)         | Minister van Financiën           | 30 september 1953 | 31 maart 1960    | SD     |
|                                 |                       | Hans Erling Hækkerup (1907–1974)   | Minister van Justitie            | 30 september 1953 | 29 juni 1964     | SD     |
|                                 | Jens Otto Krag        | Jens Otto Krag (1914–1978)         | Minister van Economische Zaken   | 1 november 1953   | 27 mei 1957      | SD     |
| Minister van Arbeid             | Jens Otto Krag        | Jens Otto Krag (1914–1978)         |                                  | 1 november 1953   | 27 mei 1957      | SD     |
|                                 | Lis Groes             | Lis Groes (1910–1974)              | Minister van Industrie en Handel | 30 september 1953 | 27 mei 1957      | SD     |
|                                 |                       | Rasmus Hansen (1896–1971)          | Minister van Defensie            | 30 september 1953 | 25 mei 1956      | SD     |
|                                 |                       | Poul Hansen (1913–1966)            | Minister van Defensie            | 25 mei 1956       | 15 november 1962 | SD     |
|                                 |                       | Johan Strøm (1898–1958)            | Minister van Sociale Zaken       | 30 september 1953 | 27 mei 1957      | SD     |
|                                 | Julius Bomholt        | Julius Bomholt (1896–1969)         | Minister van Onderwijs           | 30 september 1953 | 27 mei 1957      | SD     |
|                                 |                       | Carl Petersen (1894–1986)          | Minister van Transport           | 30 september 1953 | 30 augustus 1955 | SD     |
|                                 |                       | Kai Lindberg (1899–1985)           | Minister van Transport           | 30 augustus 1955  | 3 september 1962 | SD     |
|                                 |                       | Johannes Kjærbøl (1885–1973)       | Minister van Huisvesting         | 30 september 1953 | 3 september 1962 | SD     |
| Minister voor Groenland         | 30 augustus 1955      | Johannes Kjærbøl (1885–1973)       | 18 november 1960                 |                   |                  | SD     |
|                                 |                       | Jens Smørum (1891–1976)            | Minister van Landbouw            | 30 september 1953 | 27 mei 1957      | SD     |
|                                 |                       | Christian Christiansen (1895–1963) | Minister van Visserij            | 30 september 1953 | 27 mei 1957      | SD     |
|                                 | Bodil Koch            | Bodil Koch (1903–1972)             | Minister voor Godsdienst         | 30 september 1953 | 28 november 1966 | SD     |
|                                 |                       | Ernst Christiansen (1891–1974)     | Minister zonder portefeuille     | 30 augustus 1955  | 27 mei 1957      | SD     |

Kristensen ·
Hedtoft I ·
Hedtoft II ·
Eriksen ·
Hedtoft III ·
Hansen I ·
Hansen II ·
Kampmann I ·
Kampmann II ·
Krag I ·
Krag II ·
Baunsgaard ·
Krag III ·
Jørgensen I ·
Hartling ·
Jørgensen II ·
Jørgensen III ·
Jørgensen IV ·
Jørgensen V ·
Schlüter I ·
Schlüter II ·
Schlüter III ·
Schlüter IV ·
P.N. Rasmussen I ·
P.N. Rasmussen II ·
P.N. Rasmussen III ·
P.N. Rasmussen IV ·
A.F. Rasmussen I ·
A.F. Rasmussen II ·
A.F. Rasmussen III ·
L.L. Rasmussen I ·
Thorning-Schmidt I ·
Thorning-Schmidt II ·
L.L. Rasmussen II ·
L.L. Rasmussen III ·
Frederiksen I ·
Frederiksen II